# Aroldo Bonzagni

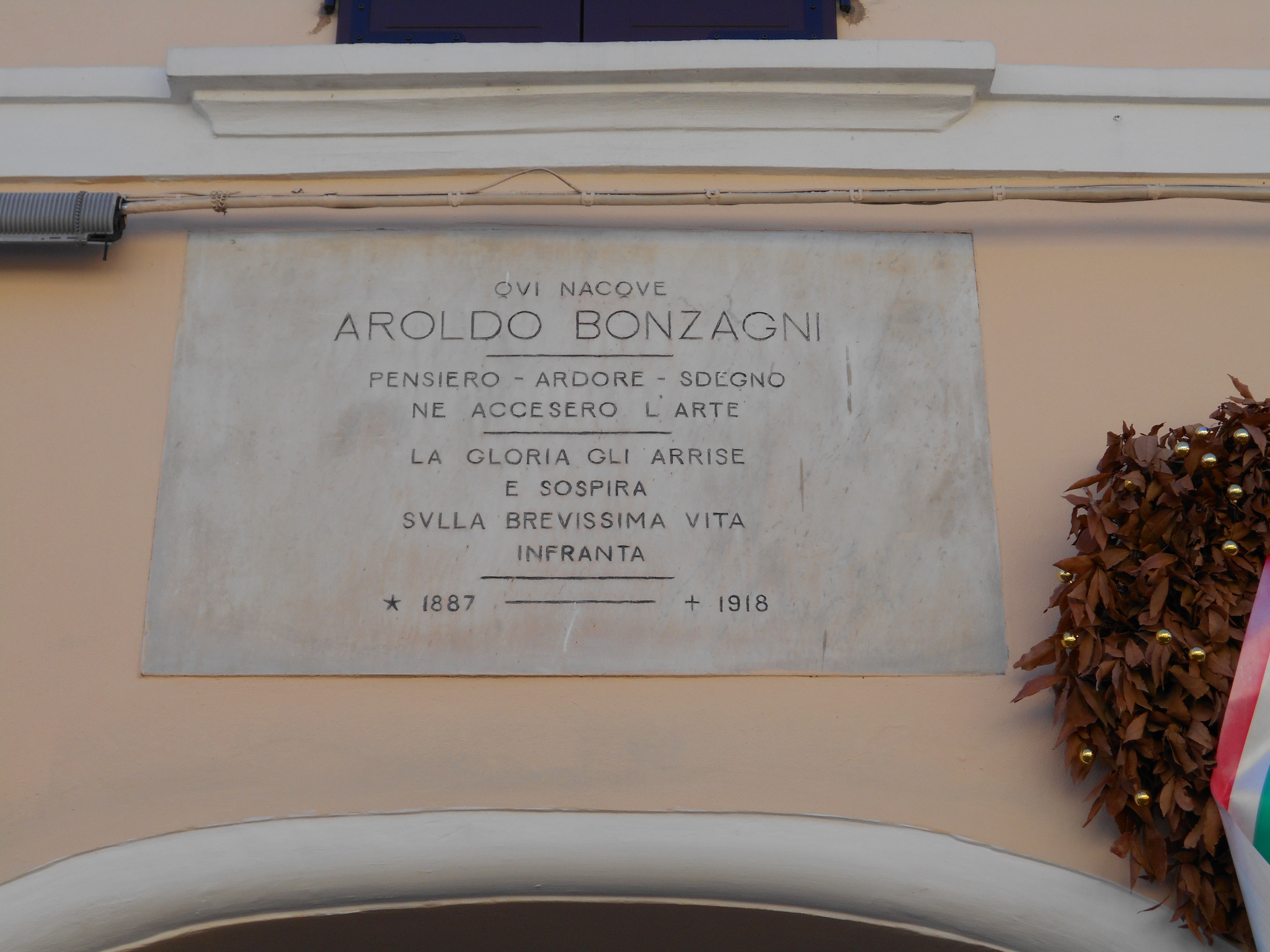
Lapide a Aroldo Bonzagni sulla sua casa natale, Cento

Aroldo Bonzagni (Cento, 24 settembre 1887 – Milano, 30 dicembre 1918) è stato un pittore italiano.

## Biografia
Nato nel 1887 a Cento, frequentò la locale Scuola di Disegno e Ornato intitolata al concittadino Guercino sotto la direzione di Marcello Basilio Mallarini e, dietro suo suggerimento, nel 1906 si trasferisce con la madre a Milano, dove si iscrive all'Accademia di Brera sotto la guida di Cesare Tallone.
Divenuto amico di Umberto Boccioni, firma la prima edizione del Manifesto dei pittori futuristi (1910) per poi allontanarsi dal gruppo (verrà sostituito da Giacomo Balla).
Rivolge il suo interesse alla realtà che osserva con una vena d'ironia. Numerosi i suoi lavori grafici, influenzati anche dalla conoscenza della rivista Ver Sacrum e dal contatto con la cultura di matrice secessionista esposta in quegli anni alla Biennale.
Dal 1910 al 1911 si dedica alla decorazione di una villa a San Donnino della Nizzola, nei pressi di Modena. Nel 1912 espone a Milano nella Mostra della pittura e scultura rifiutata, espone poi alla Biennale di Venezia.
Nel 1913 espone a Bergamo nella Mostra nazionale della caricatura e l'anno seguente si reca in Argentina dove espone, collabora con illustrazioni in importanti riviste ed esegue alcuni affreschi nell'ippodromo di Buenos Aires.

Di ritorno in patria, espone a Milano nel 1915. Negli ultimi tempi la sua arte è sempre più rivolta al mondo degli umili e dei derelitti. Durante la guerra mondiale si dedica anche ad illustrazioni di sostegno patriottico.
Muore a Milano il 30 dicembre 1918, colpito dall'epidemia di influenza spagnola.
A Cento gli venne dedicata nel 1959 la Galleria d'arte moderna Aroldo Bonzagni.
Nello stesso anno alcune sue opere (Il girovago addormentato, Cavalli, Veglione alla Scala, Molinari, il violinista ambulante e Il cieco) vengono esposte alla mostra 50 anni d'arte a Milano. Dal divisionismo ad oggi, organizzata dalla Permanente.

## Aroldo Bonzagni nei musei
- Museo d'arte moderna e contemporanea Filippo de Pisis (Ferrara)
- Galleria d'arte moderna Aroldo Bonzagni (Cento)
- MAGI '900 - Museo delle eccellenze artistiche e storiche (Pieve di Cento)

## Galleria d'immagini

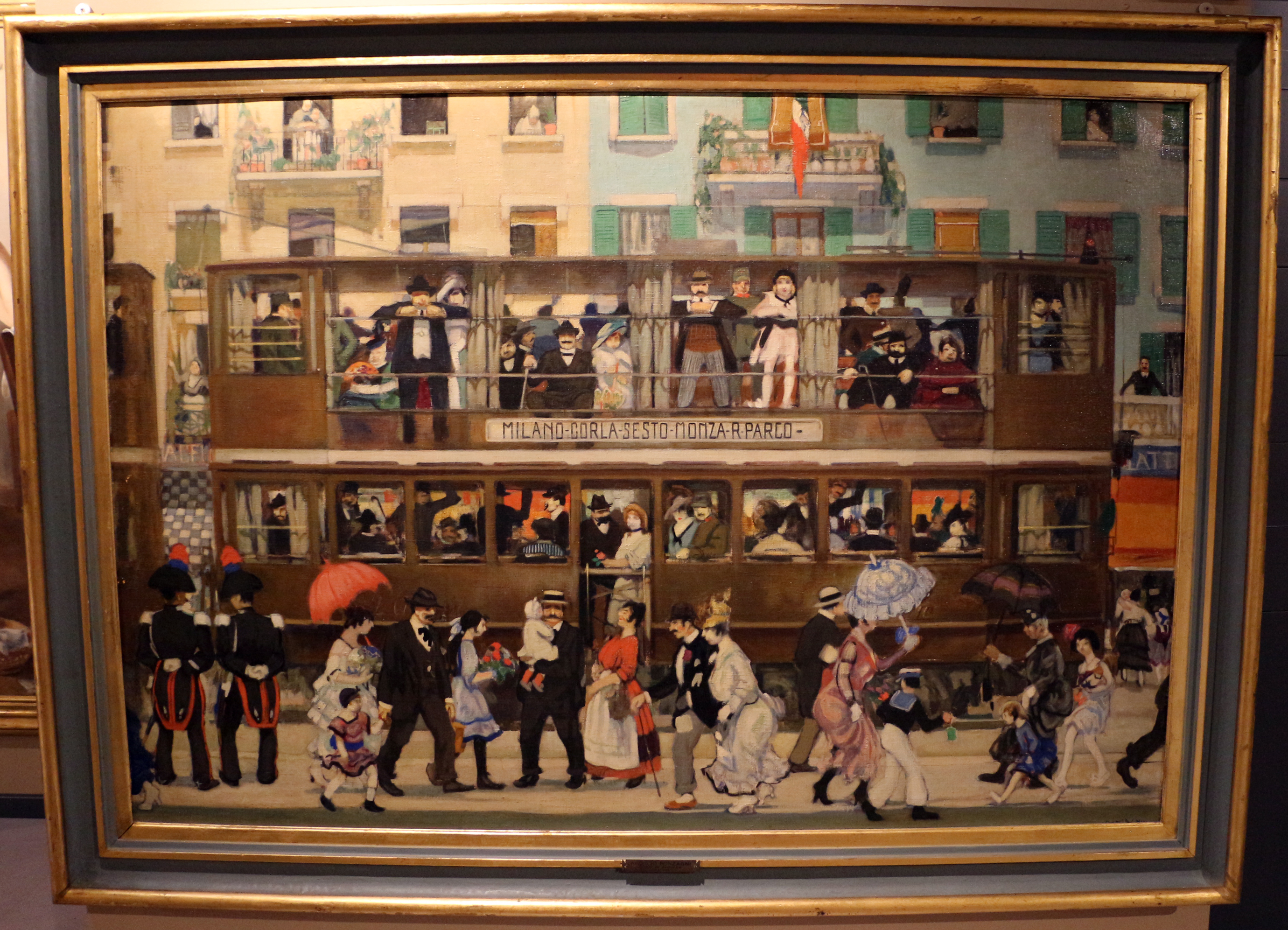
Il tram per Monza 1910-15 ca
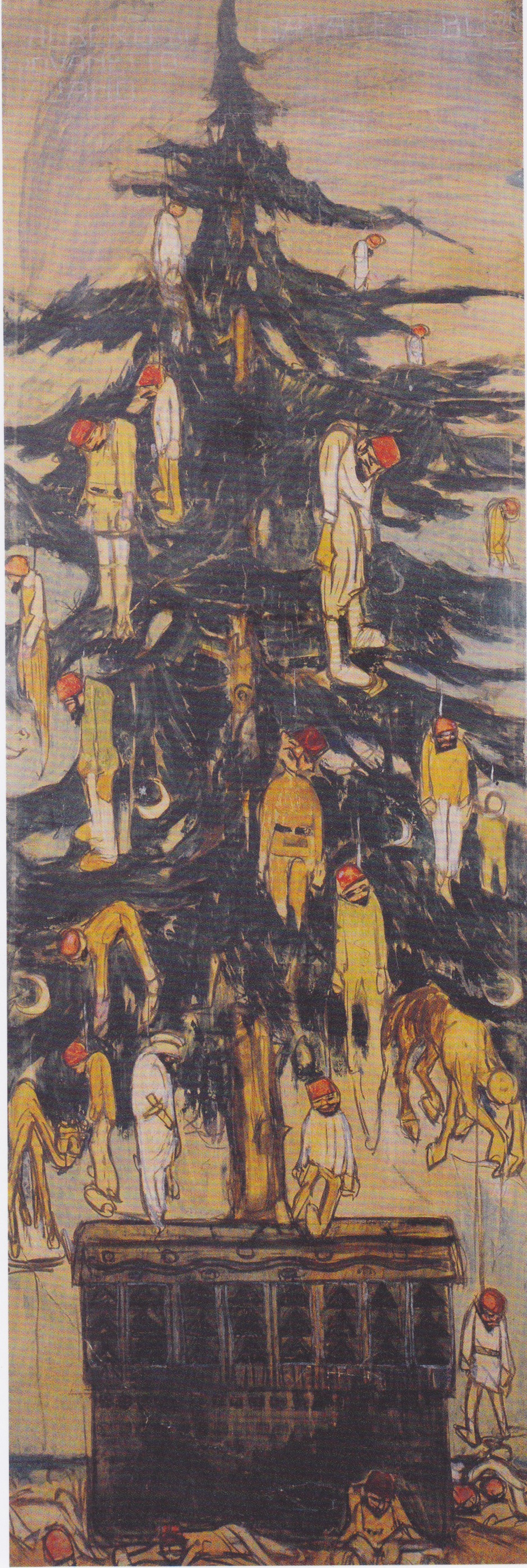
L'albero degli impiccati 1911
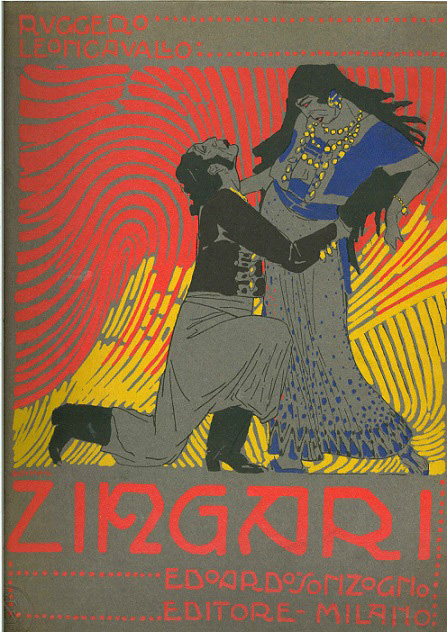
Copertina della partitura di Zingari di Leoncavallo 1912
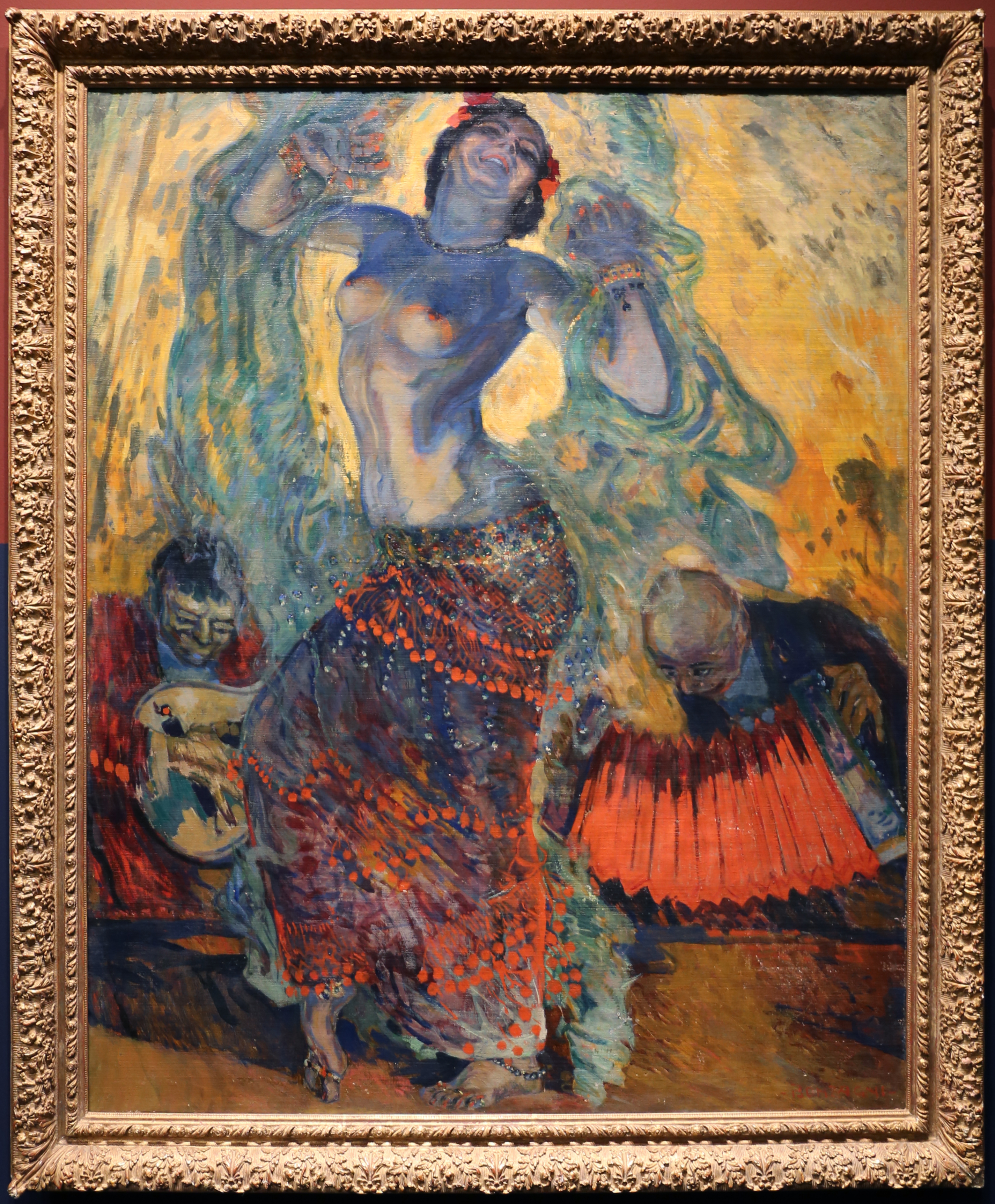
Moti del ventre 1912
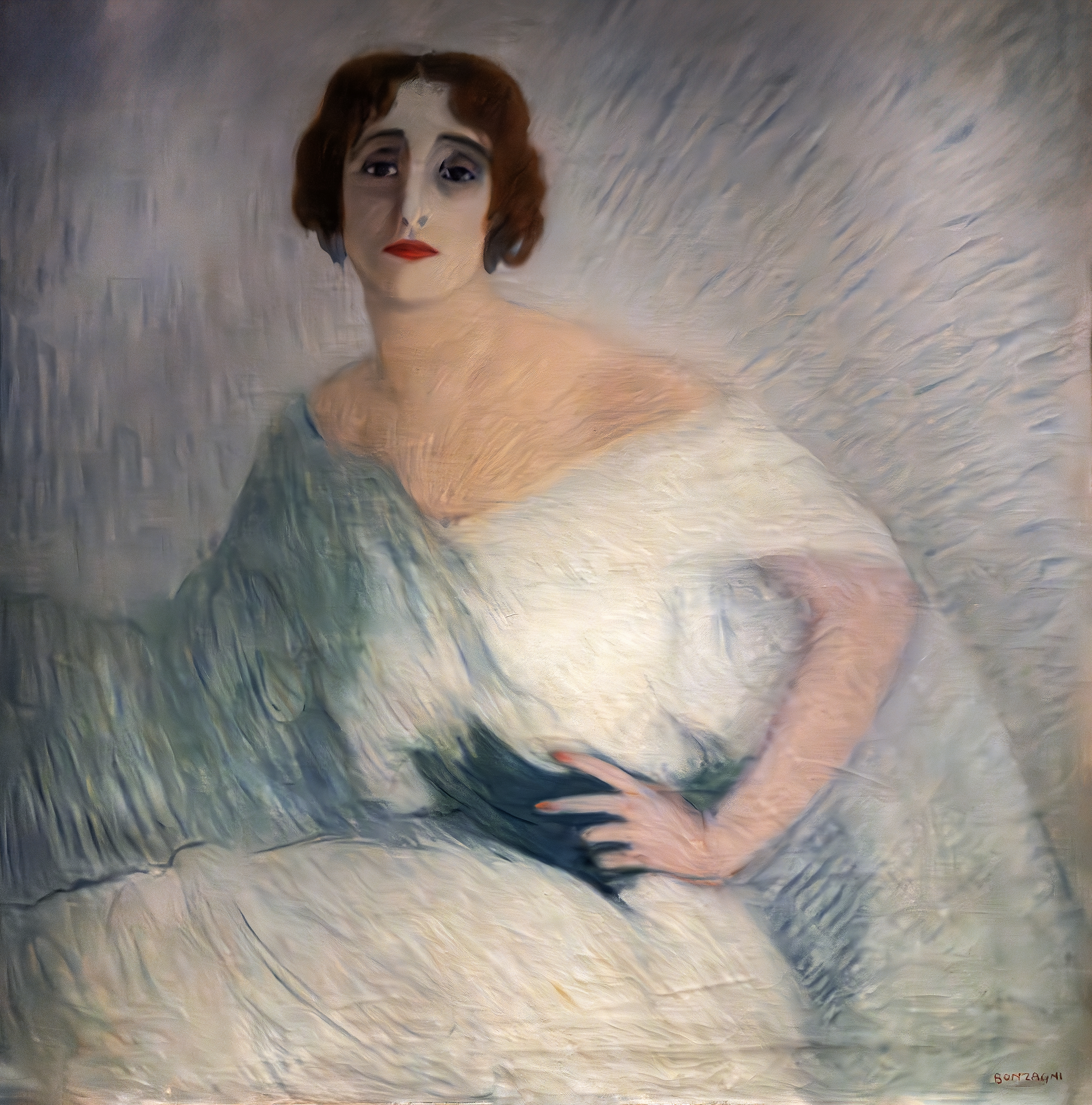
Ritratto di Lyda Borelli, 1914, Galleria d'arte moderna Aroldo Bonzagni
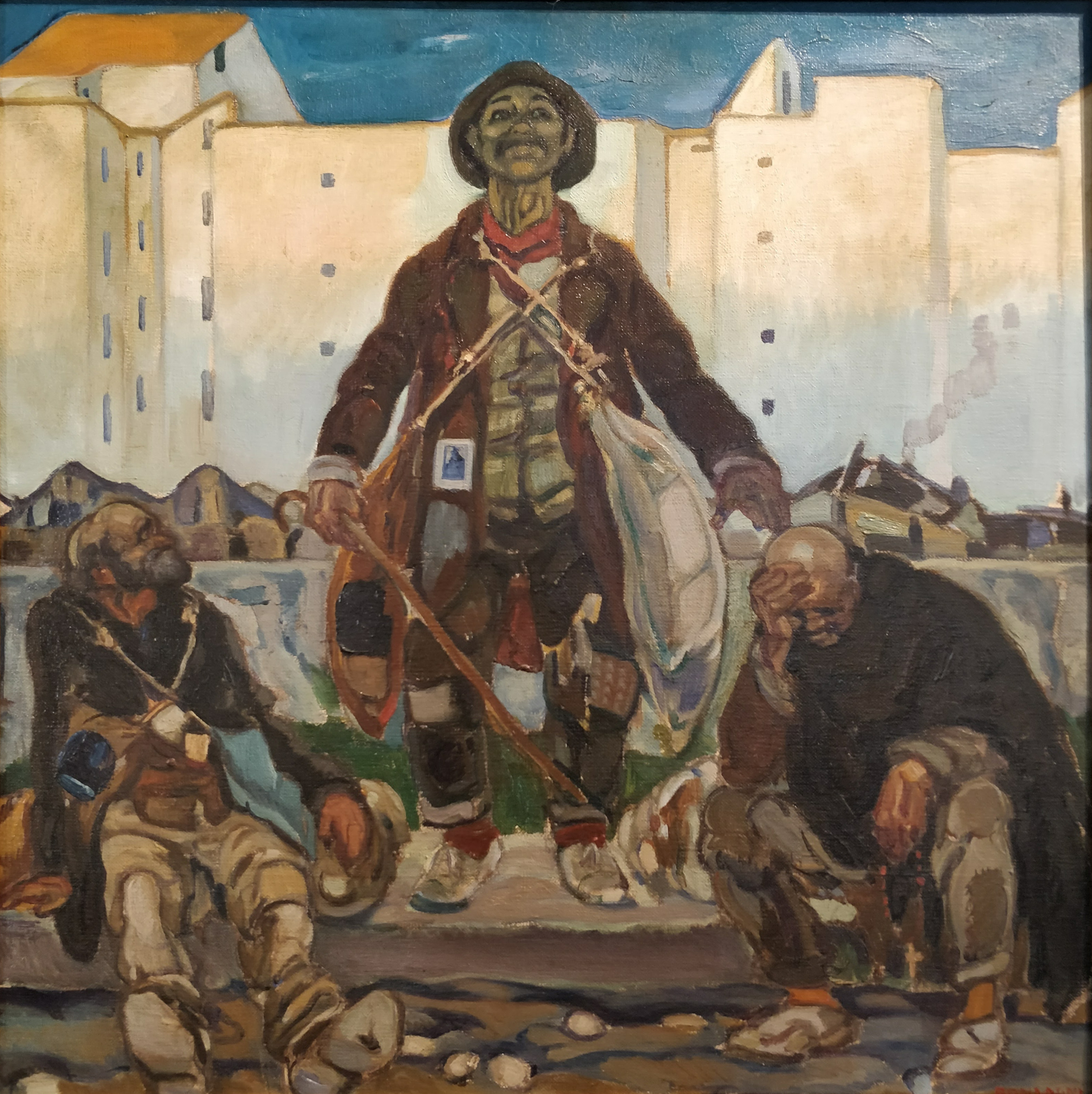
Rifiuti della società 1917-1918 Galleria d'arte moderna Aroldo Bonzagni
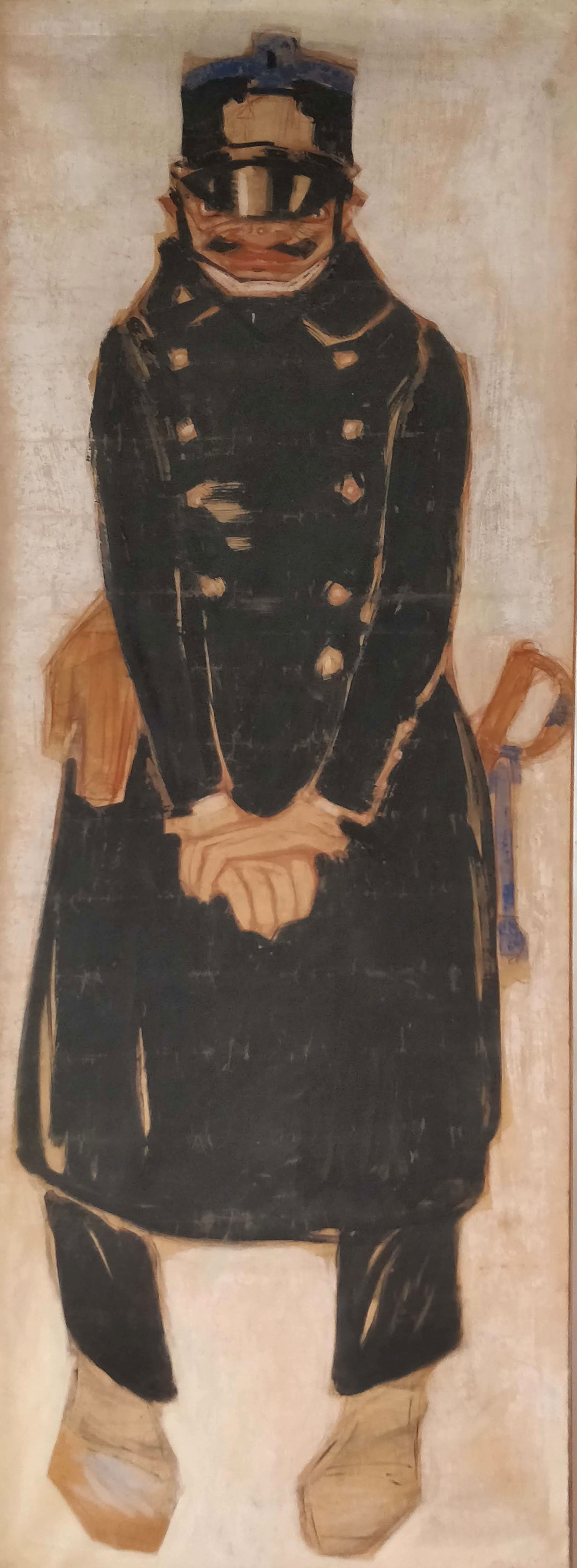
Guardia Regia, 1911